# Ulrich Hasenkamp
Ulrich Hasenkamp (1949) è un informatico e professore universitario tedesco, specializzato nell'informatica aziendale.
Insieme a Peter Stahlknecht, ha pubblicato il volume intitolato Einführung in die Wirtschaftsinformatik (Introduzione ai sistemi informativi), che è un'opera di riferimento per il settore. Oltre all'attività di docente universitario, dal 1992 al 2000 fu condirettore della rivista Wirtschaftsinformatik..

## Biografia
Dopo aver lasciato la scuola, nel 1967 Hasenkamp si iscrisse inizialmente alla Facoltà di Economia dell'Università di Bochum.
Proseguì gli studi presso l'Università di Colonia, dove nel 1973 si laureò in economia aziendale e, tre anni dopo, in formazione aziendale. Nel 1979 conseguì il dottorato (argomento della tesi: simulazione di reti informatiche). Nel 1988 completò l'abilitazione all'insegnamento universitario con una tesi sulla gestione dei flussi di lavoro. Dal 1973 al 1988  Hasenkamp fu assistente ricercatore presso il Dipartimento di Informatica e, nel 1982, trascorse un anno come postdottorato presso l'IBM Research Laboratory di San José, in California.
Nel 1989 accettò un incarico presso l'Università Philipps di Marburgo, dove insegnò economia aziendale generale e informatica aziendale fino al 30 settembre 2014. Si specializzò nel campo di ricerca del Computer Supported Cooperative Work.

## Vita privata
Hasenkamp è sposato e ha due figlie.

## Opere
Pubblicazioni
- Peter Stahlknecht, Ulrich Hasenkamp, Ulrich: Einführung in die Wirtschaftsinformatik. 11. Auflage, Springer, Berlin 2005, ISBN 3-540-01183-8.
- Peter Stahlknecht, Ulrich Hasenkamp: Arbeitsbuch Wirtschaftsinformatik. 4. Auflage, Springer, Berlin 2006, ISBN 3-540-26361-6.